# نيل بلدسو
نيل بلدسو هو ممثل كندي، ولد في 26 مارس 1981 في تورونتو في كندا.

## أعمال

### أفلام
- (2010) الجنس والمدينة 2[6]

## وصلات خارجية
- نيل بلدسو على موقع IMDb (الإنجليزية)
- نيل بلدسو على موقع قاعدة بيانات برودواي على الإنترنت (الإنجليزية)
- نيل بلدسو على موقع قاعدة بيانات الفيلم (الإنجليزية)